# Bermesnil
Bermesnil je francouzská obec v departementu Somme v regionu Hauts-de-France. Žije zde 201 obyvatel.

## Geografie

### Sousední obce
| Růžice kompasu |           | Lignières-en-Vimeu |              | Růžice kompasu |
| Růžice kompasu |           | Sever              | Andainville  | Růžice kompasu |
| Růžice kompasu | Bermesnil |                    | Andainville  | Růžice kompasu |
| Růžice kompasu | Jih       |                    | Andainville  | Růžice kompasu |
| Růžice kompasu | Senarpont |                    | Inval-Boiron | Růžice kompasu |